# Moxostoma erythrurum
Moxostoma erythrurum är en fiskart som först beskrevs av Rafinesque, 1818.  Moxostoma erythrurum ingår i släktet Moxostoma och familjen Catostomidae. Inga underarter finns listade i Catalogue of Life.